# Liorhina loxosema
Liorhina loxosema is een halfvleugelig insect uit de familie Aphrophoridae. De wetenschappelijke naam van deze soort is voor het eerst geldig gepubliceerd in 1926 door Hacker.